# 2050-те
2050-те години са петото десетилетие на XXI век, обхващащо периода от 1 януари 2050 до 31 декември 2059 година.